# Jiří Tabák
Jiří Tabák (Karviná, 8 agosto 1955) è un ex ginnasta cecoslovacco, vincitore di una medaglia di bronzo ai Giochi olimpici di Mosca 1980.

## Carriera
Ha debuttato internazionalmente ai Campionati mondiali di Varna nel 1974, l'anno seguente ha vinto due medaglie agli Europei del 1975. Dopo aver partecipato ai Giochi olimpici di Montréal 1976, ha conquistato un oro agli Europei del 1977. Raggiunse il successo olimpico a Mosca 1980, con una medaglia di bronzo negli anelli.

## Palmarès
| Anno | Manifestazione  | Sede     | Evento               | Risultato | Prestazione | Note |
| ---- | --------------- | -------- | -------------------- | --------- | ----------- | ---- |
| 1975 | Europei         | Berna    | Corpo libero         | Bronzo    | 19.050      |      |
| 1975 | Europei         | Berna    | Volteggio            | Bronzo    | 18.775      |      |
| 1976 | Giochi olimpici | Montréal | Concorso individuale | 20º       | 111.300     |      |
| 1976 | Giochi olimpici | Montréal | Concorso squadre     | 9º        | 550.150     |      |
| 1977 | Europei         | Vilnius  | Volteggio            | Oro       | 19.275      |      |
| 1977 | Europei         | Vilnius  | Corpo libero         | 5º        | 18.800      |      |
| 1980 | Giochi olimpici | Mosca    | Anello               | Bronzo    | 19.600      |      |
| 1980 | Giochi olimpici | Mosca    | Concorso individuale | 8º        | 115.675     |      |
| 1980 | Giochi olimpici | Mosca    | Concorso squadre     | 6º        | 569.800     |      |
| 1980 | Giochi olimpici | Mosca    | Volteggio            | 6º        | 19.525      |      |
| 1980 | Giochi olimpici | Mosca    | Corpo libero         | 4º        | 19.675      |      |